# Duas Igrejas (Vila Verde)
Duas Igrejas ist ein Ort und eine ehemalige Gemeinde (Freguesia) im Norden Portugals.
Duas Igrejas gehört zum Kreis Vila Verde im Distrikt Braga. Die Gemeinde hatte eine Fläche von 14,3 km² und 1292 Einwohner (Stand 30. Juni 2011).
Am 29. September 2013 wurden die Gemeinden Duas Igrejas, Rio Mau, Goães, Godinhaços, Pedregais, Azões und Portela das Cabras zur neuen Gemeinde União das Freguesias da Ribeira do Neiva zusammengeschlossen. Duas Igrejas ist Sitz dieser neu gebildeten Gemeinde.